# Концерт в честь 70-летия Нельсона Манделы
Концерт в честь 70-летия Нельсона Манделы — музыкальный фестиваль, состоявшийся 11 июня 1988 года на стадионе Уэмбли в Лондоне и транслировавшийся в 67 странах, его суммарная аудитория составила 600 миллионов человек. Концерт был приурочен к приближающемуся 70-летию (18 июля 1988 года) находившегося в заключении южноафриканского политика, борца с апартеидом Нельсона Манделы, концерт поэтому также известен, как «Концерт свободы для Нельсона Манделы» и «День Манделы». Трансляция и записи с концерта были предоставлены бесплатно для телевизионных компаний стран Африки, это был один из первых значительных международных музыкальных фестивалей, транслировавшихся на советском телевидении. В Соединенных Штатах телевизионная сеть Fox подвергла ряд политических выступлений в ходе концерта жёсткой цензуре. Концерт считается ярким примером мирового движения давления на ЮАР с целью отказа от политики апартеида.

## Организация фестиваля
Движение против апартеида (AAM) и Африканский национальный конгресс (ANC), считали, что день рождения Манделы может быть использован для повышения осведомленности во всем мире о судьбе лидера АНК Манделы и других борцов с апартеидом, приговорённых к заключению южноафриканским правительством, и давлению на него с целью освободить Нельсона Манделу.
По словам Робина Денселоу, музыкального критика и ведущего трансляции BBC, концерт был «крупнейшим и самым зрелищным музыкально-политическим событием всех времен, более политической версией Live Aid, направленной на повышение сознательности, а не только на сбор денег». Организатором и спонсором концерта выступил продюсер и импресарио Тони Холлингсворт.
После того, как начались переговоры с крупнейшими мировыми рок- и поп-звёздами мира и первая группа артистов подписала контракт на участие в фестивале, начались переговоры с вещательными компаниями, первой из которых стала BBC. Представители BBC2 сначала заявили, что предоставят пять часов эфирного времени. Но после того, как к шоу присоединились еще несколько известных артистов, BBC согласилась транслировать его целиком. Перед концертом 24 депутата-консерватора внесли в Палату общин предложение, в котором критиковали BBC за «рекламу движения, которое поощряет Африканский национальный конгресс в его террористической деятельности». Однако организаторы убедили политиков, что никакие призывы к вооружённым действиям не будут допущены, кроме того, контракты артистов гласили, что никакие доходы от мероприятия не должны направляться «на приобретение или любую другую деятельность, связанную с оружием».
Тем не менее, учитывая тематику, мероприятие неизбежно должно было стать политическим в широком смысле. Так, за неделю до мероприятия Chicago Sun-Times сообщила, что концерт будет иметь «самую откровенно политическую тему с 1960-х годов… Это конфронтационное политическое мероприятие, направленное против правительства Южной Африки и его практики апартеида».
В США телеканал Fox Television показал шесть часов в так называемой «значительно дерадикализованной версии». У ряда артистов были вырезаны песни и речи, Fox «вырезала некоторые из самых страстных — и особенно самых политических — моментов дня». Стивен Ван Зандт был потрясен, когда по возвращении в США увидел запись трансляции телеканала Fox. Его собственное выступление, включая резкое исполнение песни Sun City, был одним из тех, что были вырезаны. Он пожаловался прессе, назвав это «совершенно оруэлловским опытом».
Предполагаемая аудитория празднования 70-летия Манделы в размере 600 миллионов человек в 67 странах, возможно, была занижена, поскольку нескольким вещательным компаниям в Африке была предоставлена бесплатная лицензия. Правительство ЮАР не разрешило транслировать это событие в стране. Однако известие об этом событии и его популярности дошло до Манделы и других политических заключенных. Со временем, как полагают, сильный резонанс усилил давление на правительство с требованием освободить Манделу, и вероятность его освобождения стала все более вероятной.

## Исполнители и ораторы
В порядке появления:
- The Farafina Drummers
- Гарри Белафонте — вступительная речь
- Стинг — «If You Love Somebody Set Them Free», «They Dance Alone», «Every Breath You Take», «Message in a Bottle»
- Джордж Майкл — «Village Ghetto Land», «If You Were My Woman», «Sexual Healing»
- Ричард Аттенборо — речь
- Вупи Голдберг and Ричард Гир — речь
- Eurythmics (вместе с Борисом Гребенщиковым) — «I Need a Man», «There Must Be an Angel (Playing with My Heart)», «Here Comes the Rain Again», «You Have Placed a Chill in My Heart», «When Tomorrow Comes», «Sweet Dreams (Are Made of This)», «Brand New Day»
- Вупи Голдберг — speech
- Эл Грин — «Let’s Stay Together»
- Джо Кокер — «Unchain My Heart»
- Jonathan Butler — «True Love Never Fails»
- Freddie Jackson — «Jam Tonight»
- Эшфорд и Симпсон — «Ain’t No Mountain High Enough»
- Натали Коул — «Pink Cadillac»
- Эл Грин, Джо Кокер, Джонатан Батлер, Фредди Джексон, Эшфорд и Симпсон, Натали Коул — «He’s Got the Whole World in His Hands», «Higher and Higher»
- Fry and Laurie — стендап
- Трейси Чепмен — «Why?», «Behind the Wall», «Talkin' Bout a Revolution»
- Wet Wet Wet — «Wishing I Was Lucky»
- Мидж Юр and Phil Collins All Stars House Band
- Tony Hadley — «Harvest for the World»
- Джоан Арматрейдинг — «Love and Affection»
- Мидж Юр — «Dear God» (с участием Phil Collins & Mark Brzezicki)
- Пол Каррак — «How Long»
- Fish — «Kayleigh»
- Пол Янг — «Don’t Dream It’s Over»
- Курт Смит — «Everybody Wants to Rule the World»
- Брайан Адамс — «Somebody»
- Bee Gees — «You Win Again», «I’ve Gotta Get a Message to You»
- Йуссу Н’Дур — «Pitche Mi»
- Джексон Браун and Youssou N’Dour — «When the Stone Begins to Turn»
- Sly & Robbie and Aswad — «Set Them Free»
- UB40 — «Rat in Mi Kitchen», «Red Red Wine»
- UB40 and Крисси Хайнд — «I Got You Babe», «Breakfast in Bed», «Sing Our Own Song»
- Ричард Гир — речь
- Вупи Голдберг — речь
- Трейси Чепмен — «Fast Car», «Across the Lines»
- Билли Коннолли — стендап
- Hugh Masekela/Мириам Макеба — «Soweto Blues»
- Мириам Макеба — «Pata Pata»
- Майкл Пейлин — стендап
- Simple Minds — «Waterfront»
- Simple Minds & Джонни Марр — «Summertime Blues»
- Simple Minds — «Mandela Day», «Sanctify Yourself», «East at Easter», «Alive and Kicking»
- Питер Гэбриел, Simple Minds & Youssou N’Dour — «Biko»
- Стивен Ван Зандт, Simple Minds, Питер Гэбриел, Мит Лоуф, Джексон Браун, Йуссу Н’Дур & Дэрил Ханна — «Sun City»
- Jerry Dammers, Simple Minds — «Free Nelson Mandela»
- Уитни Хьюстон — «Didn’t We Almost Have It All», «Love Will Save the Day», «So Emotional», «Where Do Broken Hearts Go», «How Will I Know», «He/I Believe», «I Wanna Dance with Somebody», «Greatest Love of All»
- Salt-N-Pepa — «Push It»
- Derek B — «Free Mandela»
- Стиви Уандер — «I Just Called to Say I Love You», «Dark 'n Lovely»
- Fat Boys — «Wipeout», «The Twist», «Free Mandela» c exfcnbtv Chubby Checker
- Dire Straits и Эрик Клэптон — «Walk of Life», «Sultans of Swing», «Romeo and Juliet», «Money for Nothing», «Brothers in Arms», «Wonderful Tonight», «Solid Rock»
- Джесси Норман — «Amazing Grace» (финальная песня)